# Notae
Notae waren bei den klassischen römischen Juristen (fundatores iuris civilis) in Kurzform gehaltene Anmerkungen, die sie Juristenschriften zu Erklärungszwecken beifügten.
Ein erster bezeugter Fall waren die notae des Proculus – namengebender Begründer der Rechtschule der Proculianer – zu einer posthum erschienenen systematischen Darstellung des römischen Rechts von Labeo (Posteriores libri). Die Zusammenhänge über die Entstehung von notae sind nicht klar, in diesem (unüblichen) Fall könnte der Umstand eine Rolle gespielt haben, dass Proculus das zugrundeliegende Hauptwerk aus dem Nachlass heraus veröffentlicht hatte.
In der Kaiserzeit haben viele Juristen ihre Notierungen in etlichen Werken hinterlassen. So schrieb Aristo seine notae beispielsweise zu Labeos Posteriores libri, einem Werk das exegetische und systematische Aspekte des römischen Rechts beleuchtete. Andererseits beschäftigten sich Sabinus und Cassius noch umfassender mit dem ius civile. Zum Einbänder Regularum von Pomponius und zu den Digesta Julians verfassten ihre Kurzkommentare etwa Marcellus und Cervidius Scaevola. Letzterer erwiderte kritisch auch auf die Digesta des Marcellus. Scaevolas Schüler Tryphonin und Paulus notierten wiederum dessen kasuistische Werke. Letzterer notierte auch zu Werken Julians, Papinians und Ulpians.
Nachdem Kaiser Konstantin die Werke Papinians im Jahr 321 vollständig kassiert hatte, weil ihm dessen Argumentationen zu kritisch erschienen, war damit auch die Verbreitung bedeutender Anmerkungen unterbunden.